# Finchingfield
Finchingfield – wieś w Anglii, w hrabstwie Essex, w dystrykcie Braintree. Leży 26 km na północ od miasta Chelmsford i 65 km na północny wschód od Londynu. Miejscowość liczy 1348 mieszkańców.